# 겐큐 (12세기)
겐큐(建久, けんきゅう)는 일본의 연호(元号) 중 하나이다.
- 전후: 분지(文治) 이후 - 쇼지(正治) 이전.
- 시기: 1190년 ~ 1198년
- 천황: 고토바 천황, 쓰치미카도 천황
- 쇼군 : 가마쿠라 막부의 미나모토 노 요리토모

## 개원(改元)
- 분지 6년 4월 11일(율리우스력 1190년 5월 16일), 지진에 의해 개원.
- 겐큐 10년 4월 27일(율리우스력 1199년 5월 23일), 쇼지로 개원된다.

## 출전
- 『진서』의 「建久安於万歳、垂長世於元窮」.
- 『오서(呉書)』의 「安国和民、建久長之計」.
  - 권진자(勧進者)는 몬죠하카세(文章博士) 후지와라 노 미쓰스케.

## 겐큐 시기에 일어난 일
- 3년
  - 미나모토 노 요리토모가 세이이타이쇼군이 되어 가마쿠라 막부를 열다.
- 4년
  - 소가 형제가 후지산 기슭의 들판에서 벌인 사냥회 때 아버지의 원수를 갚다.
- 9년
  - 고토바 천황이 쓰치미카도 천황에게 양위한 후 인세이(院政)를 시작하다.

## 서력과의 대조표
| 겐큐 | 원년   | 2년    | 3년    | 4년    | 5년    | 6년    | 7년    | 8년    | 9년    | 10년   |
| ---- | ------ | ------ | ------ | ------ | ------ | ------ | ------ | ------ | ------ | ------ |
| 서력 | 1190년 | 1191년 | 1192년 | 1193년 | 1194년 | 1195년 | 1196년 | 1197년 | 1198년 | 1199년 |
| 간지 | 경술   | 신해   | 임자   | 계축   | 갑인   | 을묘   | 병진   | 정사   | 무오   | 기미   |

## 같이 보기
- 일본의 연호 일람

| 이전 분지 | 일본의 연호 1190년 ~ 1199년 | 다음 쇼지 |